# 今枝直郷
今枝 直郷（いまえだ なおさと）は、江戸時代中期の武士。加賀国加賀藩家老今枝内記家第6代。

## 家系
今枝内記家家は豊臣秀次家臣を経て前田利長に仕えた今枝重直を初代とし、2代直恒、3代近義、4代直方は藩主世子の守役を務め、代々家老。禄高1万4000石。明治33年（1900年）子孫の直規が華族に列し、男爵に叙された。
他国との婚姻を禁止する前田家では例外的に、岡山藩池田家家老日置家と縁組を重ねることを許されている。姓は豊臣姓。家紋は四ツ俵。

## 略歴
享保15年（1730年）加賀藩年寄、人持組頭前田孝資の次男として生まれる。
宝暦4年（1754年）10月、今枝直道の末期養子となり家督と禄高1万4000石を相続した。宝暦7年（1757年）定火消役となる。
安永4年（1775年）7月22日、死去。享年45。家督は嫡男易直が相続した。